# United Soccer Leagues 2008
Die Saison 2008 ist die 22. Saison der beiden Divisionen der United Soccer Leagues. Die Saison begann am 12. April mit dem Anstoß in den beiden First Division Spielen Miami FC gegen Charleston Battery und Montreal Impact gegen die Vancouver Whitecaps.

## Allgemein
- Änderungen in der First Division: California Victory spielt nicht mehr. Es bleiben 11 Teams, die 30 Spiele absolvieren.
- Änderungen in der Second Division: Pittsburgh Riverhounds nehmen wieder teil. Neu hinzu kommt Real Maryland FC. Cincinnati Kings und New Hampshire Phantoms wechseln PDL. 10 Teams spielen jeweils 20 Spiele.

## Titel
| Liga                | Meister              | Vize-Meister             | Regular Season Sieger    |
| ------------------- | -------------------- | ------------------------ | ------------------------ |
| USL First Division  | Vancouver Whitecaps  | Puerto Rico Islanders FC | Puerto Rico Islanders FC |
| USL Second Division | Cleveland City Stars | Charlotte Eagles         | Charlotte Eagles         |

## Tabellen
Stand 22. Juni 2008

### First Division
| Pl. | Verein                   | Sp. | S  | U  | N  | Tore    | Diff. | Punkte |
| --- | ------------------------ | --- | -- | -- | -- | ------- | ----- | ------ |
| 1.  | Puerto Rico Islanders FC | 30  | 15 | 9  | 6  | 043:230 | +20   | 54     |
| 2.  | Vancouver Whitecaps      | 30  | 15 | 8  | 7  | 034:280 | +6    | 53     |
| 3.  | Montreal Impact          | 30  | 12 | 6  | 12 | 033:280 | +5    | 42     |
| 4.  | Rochester Rhinos 1       | 30  | 11 | 9  | 10 | 035:320 | +3    | 41     |
| 5.  | Seattle Sounders         | 30  | 10 | 10 | 10 | 037:360 | +1    | 40     |
| 6.  | Charleston Battery       | 30  | 11 | 7  | 12 | 034:360 | −2    | 40     |
| 7.  | Minnesota Thunder        | 30  | 10 | 9  | 11 | 040:380 | +2    | 39     |
| 8.  | Carolina RailHawks       | 30  | 9  | 10 | 11 | 034:430 | −9    | 37     |
| 9.  | Miami FC                 | 30  | 8  | 10 | 12 | 028:340 | −6    | 34     |
| 10. | Atlanta Silverbacks      | 30  | 8  | 10 | 12 | 037:500 | −13   | 34     |
| 11. | Portland Timbers         | 30  | 7  | 10 | 13 | 026:330 | −7    | 31     |

### Second Division
| Pl. | Verein                    | Sp. | S  | U  | N  | Tore    | Diff. | Punkte |
| --- | ------------------------- | --- | -- | -- | -- | ------- | ----- | ------ |
| 1.  | Charlotte Eagles          | 20  | 13 | 5  | 2  | 045:150 | +30   | 44     |
| 2.  | Richmond Kickers          | 20  | 14 | 2  | 4  | 048:200 | +28   | 44     |
| 3.  | Cleveland City Stars      | 20  | 10 | 7  | 3  | 033:160 | +17   | 37     |
| 4.  | Crystal Palace Baltimore  | 20  | 11 | 1  | 8  | 030:300 | ±0    | 34     |
| 5.  | Harrisburg City Islanders | 20  | 7  | 10 | 3  | 033:200 | +13   | 31     |
| 6.  | Western Mass Pioneers 1   | 20  | 5  | 6  | 9  | 019:290 | −10   | 20     |
| 7.  | Wilmington Hammerheads    | 20  | 4  | 7  | 9  | 032:330 | −1    | 19     |
| 8.  | Pittsburgh Riverhounds    | 20  | 4  | 6  | 10 | 025:370 | −12   | 18     |
| 9.  | Bermuda Hogges            | 20  | 5  | 2  | 13 | 021:500 | −29   | 17     |
| 10. | Real Maryland Monarchs 1  | 20  | 3  | 2  | 15 | 015:510 | −36   | 10     |